# Santiago (Raqaypampa)
Santiago es una localidad de Bolivia, ubicada en el departamento de Cochabamba.

## Ubicación
Santiago es la segunda localidad más grande del municipio de Raqaypampa, el cual fue constituido el 14 de junio de 2017 como un área autónoma indígena bajo autogobierno, emergiendo del cantón Molinero y algunos distritos del sur de los cantones Tin Tin, Cauta y Vicho, todo antes de la El establecimiento de los nuevos municipios se había ubicado en la zona sur del municipio de Mizque. El sitio se encuentra a una altitud de 2873 m s. n. m., tres kilómetros al noreste de la parte alta del río Novillero, un afluente izquierdo del río Grande.

## Geografía
Santiago está ubicado en la Sierra de Catatiri , que se extiende en dirección norte-sur entre la Cordillera Oriental y la Cordillera Central. El clima se caracteriza por temperaturas primaverales durante todo el año y escasas precipitaciones.
La temperatura media anual de la región ronda los 20 °C (ver diagrama climático Mizque) y una precipitación anual de 550 mm. El verano de octubre a marzo tiene temperaturas medias mensuales de 22 °C, los meses más fríos son junio y julio con unos buenos 17 °C. De abril a octubre hay una estación seca con precipitaciones menores a 20 mm, el verano de diciembre a febrero tiene precipitaciones de 110 a 135 mm.

## Red de transporte
Santiago se encuentra a 150 millas (246 km) por carretera al sureste de Cochabamba, la capital departamental.
Desde Cochabamba un camino vecinal va hacia el sureste a través del Valle Alto hasta Mizque , desde allí la ruta nacional Ruta 23 hacia el sur hasta Aiquile .
En el extremo noroeste de Aiquile, la ruta 23 se encuentra con la ruta 5 en la “Plazuela de la Juventud Aiquileña” , y aquí se bifurca un camino rural de terracería en dirección noroeste, que luego de 28 kilómetros llega a Santiago y continúa hasta RaqayPampa. .

## Población
La población de la localidad aumentó ligeramente en la década comprendida entre los dos últimos censos:
| Jahr | Einwohner            | Quelle |
| ---- | -------------------- | ------ |
| 1992 | Sin datos de detalle | Censo  |
| 2001 | 228                  | Censo  |
| 2012 | 261                  | Censo  |